# Регіон Горишка
Регіон Горишка (словен. Goriška regija) — статистичний регіон у Західній Словенії уздовж кордону з Італією. Названий на честь міста Гориція (словен. Gorica), нині в Італії, історичний економічний і культурний центр області. Юлійські Альпи (словен. Julijske Alpe), річка Соча (словен. Soča) і родюча віпавська долина є найбільш упізнаваними географічними характеристиками регіону.

## Общини
До складу регіону входять такі общини:
Айдовщина, Бовець, Брда, Церкно, Ідрія, Канал, Кобарид, Мирен-Костанєвиця, Нова Гориця, Ренче-Вогрско, Шемпетер-Вртойба, Толмин, Випава.

## Демографія
Населення: 119 622 осіб. Тривалість життя становить 77,6 років, що є другим показником по Словенії. Число людей в регіоні падає, тому що більше людей помирає, ніж народжується, і більше людей емігрує. Частка старого населення є найвищою в Словенії, на 1,9 % вище, ніж у середньому по країні (15,3 %).

## Економіка
Менш як 6 % загального ВВП країни, але з точки зору ВВП на душу населення — посідає третє місце в країні. Структура зайнятості: 50 % послуги, 45 % промисловість, 5 % сільське господарство. Цей регіон має найнижчий рівень безробіття, тільки 6,7 % робочої сили є безробітними. Початкові школи в регіоні є найменшими в країні за кількістю дітей на школу.

## Туризм
Регіон приваблює 6,3 % загального числа туристів у Словенії, більшість з них з Італії (33,78 %) та Словенії (25,2 %).

## Транспорт
Довжина автомобільних доріг: 33 км. Протяжність інших доріг: 1839 км.